# Tamási
Tamási è una città di 8 665 abitanti situata nella contea di Tolna, nell'Ungheria centro-meridionale.